# Nachrichten für Stadt und Land
Die Nachrichten für Stadt und Land waren eine Regionalzeitung für das Oldenburger Land.

## Entwicklung
Die Zeitung wurde 1867 von dem Buchdruckereibesitzer und Verleger Bernhard Scharf (1828–1888) in Oldenburg gegründet und entwickelte sich zur meistverbreiteten Zeitung des Oldenburger Landes. Sie erschien anfangs zweimal wöchentlich. Die Orientierung war gemäßigt liberal. Nach dem Tod des Verlegers 1888 übernahm sein Sohn Theodor Friedrich Oskar Scharf (1863–1937) die Leitung der Zeitung. In den Jahren vor Ausbruch des Ersten Weltkrieges hatte die Zeitung mit fast 30.000 Abonnenten eine dominierende Stellung unter den Zeitungen des Oldenburger Landes erreicht. 1926 betrug ihre Auflage 26.000 Exemplare. Ab 1939 erschien sie als Oldenburger Nachrichten. Die Heimatzeitung für Stadt und Land und wurde 1943 eingestellt. In der Nachkriegszeit lebte sie vom 28. Oktober 1952 bis 27. Februar 1954 kurzzeitig wieder auf.